# Personaggi di Ed, Edd & Eddy
Nella serie televisiva Ed, Edd & Eddy compaiono dodici personaggi: i protagonisti Ed, Edd e Eddy e gli altri ragazzi del quartiere: Kevin, Jonnino, Jimmy, Ralf, Nazz, Sarah e le tre sorelle Panzer. Ai dodici personaggi va anche aggiunto l'amico immaginario di Jonnino, una tavola di legno con una faccia stilizzata disegnata sopra chiamata Tavoletta, mentre nel film della serie appare anche un nuovo personaggio: il fratello di Eddy.

## Protagonisti

### Ed
Edward Orazio (Horace), detto Ed, è un ragazzo alto e ottuso che solitamente riveste la parte del braccio del trio. Indossa sempre una giacca verde sopra una vecchia maglia a righe rosse e bianche, e dei calzoni blu nelle cui tasche tiene di solito svariati oggetti. Porta i capelli tagliati corti a spazzola e nelle puntate in cui sfoggia una pettinatura più elegante si rivelano essere color carota, come visto nell'episodio Un lavoro per Ed. È chiamato spesso "Bitorzolo" ("Lumpy" in originale, letteralmente "bitorzoloso") o "Monosopracciglio" ("Monobrow") da Eddy, infatti alcune volte Ed viene preso in giro per il suo unico sopracciglio. Inoltre ha una scarsa igiene personale causata da una tremenda fobia per il sapone e ciò che è pulito, e la sua camera è quindi perennemente in disordine e sporca; è plausibile che si lavi in una vasca piena di salsa/intingolo come visto nell'episodio Il gioco delle parti. Ed possiede una forza fisica talmente sovrumana che gli consente di sollevare con un minimo sforzo oggetti molto pesanti (e durante alcune scene nonsense intere case). A questa sua potenza fisica si accompagna però una bassa capacità intellettiva: è difatti molto lento di comprendonio, estremamente ingenuo, infantile, molto immaturo, pigro, goffo e impacciato, commette continui sbagli e più volte viene accennato un suo probabile analfabetismo; malgrado ciò paradossalmente in un episodio riesce a battere Edd alla gara di spelling grazie alle sue passioni. Talvolta, in casi estremamente rari, lo si è visto comunque dare idee e consigli o anche solo fare osservazioni piuttosto scaltre a Eddy e Edd (tra lo stupore dei due). Ha anche un amico immaginario, Jib, che viene "presentato" nella puntata L'amico invisibile: nessuno lo vede o perché Ed lo immagina o perché sarebbe egli stesso invisibile. Ed è inoltre un appassionato di film horror splatter di serie B e di death metal. Ha quattordici anni. 
Una sua caratteristica è la sua estrema generosità, che più di una volta viene contrapposta alla cupidigia di Eddy. È altruista, amante del divertimento e sempre allegro, socievole, schietto e sensibile ma risulta poco gradito ai ragazzi del quartiere per la sua amicizia con il mal sopportato Eddy. L'unica persona che Ed teme, nonostante sia ancora più forte di lei, è la sorella minore Sarah, che esercita su di lui un continuo controllo grazie alla sua posizione di secondogenita. Talvolta tuttavia il ragazzo è risultato essere bene in grado di impaurire persino la sorella: infatti, con un fastidio minimo quale quello di un sassolino nella scarpa Ed può diventare una persona scontrosa, irascibile e molto pericolosa che sfoga tutta la sua forza e la sua rabbia distruttiva su chiunque gli dia fastidio, compresi i suoi migliori amici, oltre che sull'ambiente circostante se stuzzicato fin troppo.
Adora l'intingolo, le galline, i Chunky Puffs (una marca fittizia di cereali) e la crosta del budino. Da come si evince in un episodio, vorrebbe fare l'ufologo e realizzare un programma per discutere dei film sugli alieni. Il secondo nome di Ed è Orazio (Horace nella versione originale), che viene scoperto nell'episodio Un sorriso per Ed, mentre nella puntata Un lavoro per Ed si scopre che odia il semolino biologico. Come Eddy, Ed va molto male a scuola e nell'episodio Missione Ed-Possible si vede la sua pagella con tutte insufficienze.
Durante la serie, si rivelano tre suoi alter ego:
- L'Uncino (The Claw) - "L'Uncino" è il nome in codice che sceglie per la missione di spionaggio sulla ipotetica confraternita che avrebbero fondato Jimmy o Kevin nell'episodio Chi ha fatto entrare Ed?. Quando ricopre questo ruolo, Ed brandisce la testa di una gruccia come fosse un uncino.
- Lotar il Vichingo (Lotar the Viking) - Lotar non è altro che Ed travestito da vichingo per Halloween. Come Ed, anche Lotar ha una super forza e una stupidità innata e, a causa dei troppi film visti, ha delle visioni nelle quali i travestimenti dei ragazzi appaiono come dei reali mostri. Compare nello speciale di Halloween Ed, Edd e Eddy: Dolcetto o scherzetto?. Il travestimento consiste in un sacco di liuta indossato come una canottiera, una corda per cintura, una barba rossa finta, pantaloni celestini e dei grossi calzini blu. In testa ha un elmo ricavato da una palla da rugby.
- Il Mostro/Edzilla - Ed, a causa della sua fervida immaginazione, si crede veramente un mostro quando gli viene messo addosso un costume e si mette a catturare tutti i ragazzi del quartiere che trova (eccetto Edd e Eddy, che riescono a sfuggirgli) e li intrappola con cereali che biascica e sputa loro addosso, invischiandoli al muro di camera sua, finché Edd e Eddy non riescono a toglierli il costume. Compare nell'episodio Incollati al muro. Il costume del mostro è parecchio articolato, ricorda vagamente un grosso lucertolone grigio bipede (una sorta di parodia di Godzilla) con molteplici braccia e una lunga coda. Il suo corpo è arricchito e disseminato da i più svariati oggetti domestici come tazze, ventose, uno specchietto retrovisore ed altro.

Doppiato da:  Matt Hill;  Edoardo Nevola

### Edd
Eddward Marion, chiamato costantemente Doppia D (Double D in originale) a causa del suo nome, è un ragazzo diligente, ordinato e leale, molto intelligente, di buon cuore e assennato che riveste il ruolo del cervello del trio degli Ed. Tuttavia, è anche molto timido, debole sia caratterialmente che fisicamente e talvolta ingenuo. Di statura media, veste sempre con una maglietta rossa-arancione e dei pantaloncini viola, con i calzini tirati fino al ginocchio, ed è contraddistinto dal suo toque nero dal quale spuntano pochi capelli neri, che gli ricopre tutta la testa e che il ragazzo non toglie e non vuole togliersi mai. Per via del suo cappello è a volte chiamato "Testa di calzino" (Sockhead) da Eddy. Talvolta indossa una cravatta gialla a quadri verdi. Ha tredici anni. 
In contrapposizione al goffo Ed, Edd è un tipo molto arguto, sveglio e intelligente ma ha scarsa forza fisica, presentando notevoli difficoltà a sollevare oggetti anche poco pesanti, ed è molto imbranato quando si trova di fronte a situazioni che lo mettono a disagio. Spesso è considerato da Eddy il più colto, sfaticato ed insopportabile del trio. Odia gli sport a causa di un incidente giovanile, probabilmente nel dodgeball, sport del quale era tra l'altro il vanto della scuola, ma quando è costretto a doverne praticare uno si dimostra discretamente bravo. Molto prudente, possiede una precisione rigorosa e talvolta maniacale nelle sue attività quotidiane. La sua camera, in cui ogni singolo oggetto è contraddistinto da una targhetta esplicativa, è perennemente in ordine e pulita. Lo stesso Edd è sempre molto pulito e quasi ossessivo anche nell'igiene. Come visto in più situazioni, Edd è un vero virtuoso della "chitarra hawaiana", ovvero la console steel guitar, anche se la sua abilità è inversamente proporzionale alla sua passione nel suonarlo, considerandolo uno strumento dal suono fastidioso.
Ha un carattere abbastanza insicuro che viene spesso sopraffatto dall'esuberanza di Eddy e rappresenta anche l'anima critica del trio, venendo però sempre coinvolto negli infelici finali delle disavventure del gruppo a causa della sua indole mite e remissiva. Sembra risultare il più gradito degli Ed ai ragazzi del quartiere (probabilmente grazie al fatto che permette di far copiare ogni compito, a Ralf e Kevin in primis, e che dispensa spesso ottimi consigli, frutto del suo buon senso). In I vostri Ed viene fuori che il suo secondo nome è Marion, un nome da ragazza e, da quanto si scopre, lo stesso della zia di Nazz.
Nonostante la sua timidezza è il personaggio che ha avuto più interazioni amorose nel corso della serie. I genitori di Edd sono come il figlio: ossessionati dalla pulizia e maniacali all'inverosimile. Grazie al suo quoziente d'intelligenza molto alto riesce ad esaminare con accuratezza qualsiasi ambiente. Inventore in erba, progetta e costruisce i vari congegni, spesso con cartone e oggetti d'altro uso comune, con i quali Eddy vuole far soldi per le "spaccamascella", come una macchina spara giornali, uno zaino a razzo, occhiali che captano raggi termici, un campo da mini-golf e molto altro ancora.
Edd, come visto durante la serie, possiede alcuni alter ego:
- Maschera Misteriosa (The Masked Mumbler) - Nell'episodio Un incontro di lotta libera Eddy cerca di rafforzare Edd organizzandogli alcuni scontri di lotta libera e forgiando il suo nome di battaglia da wrestler: Maschera Misteriosa. Il suo costume, molto bizzarro, è costituito da una tutina rossa senza maniche con un fulmine bianco sopra ed una grossa cintura dello stesso colore, un paio di stivali da lottatore e dei guanti arancioni; la sua maschera non è nient'altro che uno sturalavandino con due buchi per gli occhi.
- Il Professore (The Professor) - In Chi ha fatto entrare Ed?, Edd sceglie il nome in codice "Il Professore" per spiare Kevin e scoprire se esiste una società segreta tra i ragazzi del quartiere.
- Walter Sobchak - Un'identità creata su due piedi da Edd nell'episodio Caccia al tesoro per far sì che lui, Ed e Eddy potessero cercare il tesoro del fratello di Eddy sotto la roulotte delle Panzer senza destare sospetti nelle tre sorelle.

Doppiato da:  Samuel Vincent;  Fabrizio Vidale (stagione 1), Luigi Rosa (stagioni 2-6 e film)

### Eddy
Edward Skipper, detto Eddy, è un ragazzo esuberante, burlone, pigro, cinico, arrogante, vanitoso e molto irascibile. Ricopre il ruolo di capo del trio. Basso di statura, difetto che viene sempre esasperato portandolo a essere affetto da una sorta di complesso di Napoleone, con pochi capelli neri, veste sempre con una maglia a maniche corte gialla, con una riga rossa laterale e calzoni azzurri simili a jeans, sui quali ha agganciata una catenella.
La caratteristica principale di Eddy è la sua cupidigia che lo spinge a servirsi della forza di Ed e dell'acume di Edd per elaborare piccole truffe ai danni dei ragazzi del vicinato, mirate a guadagnare i 25 cent necessari per l'acquisto di una prelibata "spaccamascella". Tali truffe però si risolvono quasi sempre con fallimenti e figure infelici per lui e i suoi compari. Nel film però capirà i suoi errori e riuscirà nel finale ad essere ammesso nel gruppo dei ragazzi, insieme agli altri due Ed. Il suo nome viene spesso associato alla figura del suo fratello maggiore, mai comparso nella serie, che pare essere molto rispettata e temuta. Prova una profonda antipatia, che viene ricambiata, per Kevin, essendo questi un vincente agli occhi dei ragazzi del quartiere. Infatti a causa del suo carattere pomposo e della sua mania di combinare truffe quasi nessuno lo apprezza, nonostante in un episodio si scopra addirittura che i suoi antenati fondarono Peach Creek.
Eddy ha molti punti deboli ma il principale è quello di non avere molti polli da imbrogliare, cosa che gli provoca a volte l'isteria. In questo stato è incapace di riconoscere cose e persone e una volta viene indotto perfino a mangiare un idrante credendolo una caramella: l'unica cosa che può fermare i suoi sbalzi di pazzia sono i soldi. Altro punto debole di Eddy è il suo orgoglio che lo induce a farsi manipolare con facilità, come quando in I vostri Ed viene sfruttato da Kevin sotto la minaccia di rivelare a tutti il suo secondo nome (ritenuto eccessivamente imbarazzante). Il punto forte di Eddy è il denaro, da cui trae grande forza e incredibile determinazione: il suo spiccato senso degli affari gli permette di elaborare sempre truffe molto fantasiose ed articolate, ma in certe occasioni la sua brama sconfinata per i soldi gli fa compiere atti sconsiderati, spingendolo a credere a tutto quello che gli viene detto fintanto che ci siano di mezzo ipotetici guadagni imminenti. Ha un certo amore per il senso estetico, infatti per sembrare un tipo popolare ha arredato la sua camera con vari mobili ed oggetti dal design accattivante. I suoi due idoli sono Tom Jones e Barry White. 
Nella puntata I vostri Ed (Your Ed Here) si scopre che ha dodici anni e che il suo secondo nome è Skipper. Al ragazzo cade infatti il portafoglio e quando Kevin lo apre, si vede la sua carta di identità; ci sono parecchie scritte fra cui "AGE: 12". Il suo secondo nome sarà il suo tormento nell'episodio in quanto Kevin minaccerà continuamente di rivelarlo a tutti a meno che Eddy non gli ubbidisca ciecamente. È fissato con l'idea del "supermacho" cercando sempre di diventare un ragazzo "fico e rispettato da tutti", come quando in Ti suono se non suoni (A Pain In The Ed) si appiccica pezzi di tappeto sulle ascelle facendo credere di avere i peli, oppure nell'episodio Il supermacho (Over Your Ed) trasforma Ed in un ragazzo carismatico per fare successo utilizzandolo come divo. I genitori di Eddy vengono nominati spesso e negli episodi Missione Ed-Possible (Mission Ed-Possible) e Un sorriso per Ed (Smile for the Ed) si vedono le loro braccia; nel secondo inoltre Eddy imita la voce di sua madre mentre spiegava che se avesse fatto una bella foto di classe gli avrebbe dato le chiavi della camera di suo fratello.
Durante la serie vengono mostrati parecchi suoi alter ego:
- Bobby Bla-Bla (Bobby Blabby) - È il nome fasullo che Eddy usa nell'episodio La Verità o Ed per divulgare sul giornalino scolastico articoli fasulli che finiranno dapprima in scontri tra i ragazzi e poi nella costrizione di Eddy di fondare il Club di Cucito per cucire il più grande centrino del mondo.
- Chiacchierone (Loudmouth) - Nell'episodio Chi ha fatto entrare Ed?, Eddy sceglie il nome in codice "Chiacchierone" per spiare Kevin e scoprire se esiste una società segreta tra i ragazzi del quartiere.
- Professor Imbroglio (Professor Scam) - Eddy diventa il Professor Imbroglio per sconfiggere Capitan Testa-di-Cocomero alias Jonnino e farsi ridare i soldi ottenuti dalla truffa del "Come-si-chiama" che Testa-di-Cocomero gli aveva sottratto per restituirlo ai truffati, ma alla fine verrà sconfitto a causa della bonaria stupidità di Ed. Il suo aspetto è molto appariscente: il Professor Imbroglio indossa un calzino rosso riadattato a mascherina sugli occhi con un monocolo sull'occhio destro, due guanti da cucina rossi, un paio di calzini anch'essi rossi ed un tappetino viola a mo' di mantello. Inoltre indossa una canottiera con sopra il simbolo del dollaro e non porta i pantaloni, essendo il costume una sorta di parodia dei supereroi moderni. Appare nell'episodio Robin Ed.
- Carl, Hugo e Suzette - Tre camuffamenti che Eddy, stanco di essere insultato alle spalle, usa per capire chi sia a spargere infamia su di lui finendo inaspettatamente col farsi accettare tra i ragazzi del quartiere. I personaggi sono tutti studenti stranieri arrivati a Peach Creek per uno scambio culturale e tra i tre Carl è quello più prominente nell'episodio. L'aspetto di Carl è identico a quello di Eddy, ma con un'appariscente parrucca cilindrica castana e dei vestiti diversi, portando una maglietta bianca rattoppata sopra una maglia verdastra a maniche lunghe, dei pantaloncini celesti e un paio di anfibi; inoltre Eddy per interpretarlo si ripiega il labbro superiore all'indentro e dice di essere nato in Ecuador. Gli altri due travestimenti sono esageratamente spropositati ed inverosimili: Hugo è vestito con una giacca verde messa sopra la stessa maglietta bianca, una sciarpa gialla ed un berretto rosa in stile francese, pantaloni rossi ed una benda sull'occhio sinistro; per farlo sembrare un ragazzo alto Eddy camminerà su delle stampelle nascoste nei pantaloni. Con Suzette, Eddy fingerà addirittura di essere una ragazza, con una parrucca di capelli castani, un vestito giallo a fiori verdi e perfino truccato e con i tacchi, esasperando le sue forme grazie ad un palloncino. Alla fine verrà smascherato grazie a Jonnino e Tavoletta e deriso da tutto il gruppo. Appaiono nell'episodio Prendi un Ed, anche se Hugo e Suzette vengono mostrati solo per qualche secondo verso la fine dell'episodio.

Nelle scene finali del film, dopo la sconfitta di suo fratello, Eddy, diventato triste, seriamente e vergognosamente malinconico, si rivela una buona persona, finalmente pentito di tutti i suoi imbrogli e raccontando a tutti i presenti che il suo comportamento era solo un tentativo di scampare ai soprusi del fratello maggiore e di farsi apprezzare dai ragazzi del quartiere. In seguito alla confessione, insieme a Ed e Edd, diventa un ragazzo più allegro e viene perdonato da quasi tutti gli altri, entrando finalmente a far parte del gruppo del quartiere. 
Doppiato da:  Tony Sampson;  Roberto Draghetti

## Personaggi secondari

### Jonnino
Jonnino (Jonny 2x4) è un ragazzino che veste sempre con una maglietta bianca, jeans corti e sandali. Assume spesso atteggiamenti molto infantili (come per esempio leggere una favola della buonanotte a Tavoletta) che a volte possono sfociare in veri e propri squilibri mentali, ed è molto curioso, allegro, estroverso e logorroico. Spesso inguaribilmente ingenuo, non poche volte è l'unico che viene abbindolato fino in fondo nelle truffe degli Ed, ma malgrado ciò, non mostra alcuna antipatia nei loro riguardi di solito. L'aspetto che più lo caratterizza è la sua testa grossa e rasata, cosa che viene spesso utilizzata per vari tormentoni che ruotano intorno al personaggio e che viene sottolineata più volte. Nonostante Jonnino faccia tecnicamente parte del gruppetto dei ragazzi del quartiere, quello a cui i tre Ed aspirano da sempre di entrare, a causa del suo carattere eccentrico e squilibrato trascorre molto tempo da solo con la presunta compagnia del suo amico immaginario, un'asse di legno con una faccia disegnata sopra da lui denominata Tavoletta. Infatti, proprio per via del suo essere bizzarro e di conseguenza irritante, risulta in certi casi abbastanza inviso dagli altri ragazzi del quartiere, in particolare da Sarah, che dopo gli Ed (in special modo Eddy e suo fratello maggiore Ed) è la persona verso cui lei prova più antipatia, e di certo non esita a malmenarlo se quest'ultimo la fa arrabbiare. Fa parte assieme a Ralf, Jimmy e il suo amico Tavoletta del gruppo degli Urban Rangers.  In un episodio viene rivelato che disprezza profondamente gli ambienti delle grandi città, additandoli come corrotti e sgradevoli, preferendo di gran lunga gli scenari quieti e tranquilli di periferia.  Nella puntata Eddy la guida turistica (Postcards from the Ed), Eddy porta in giro i genitori di Tavoletta per Peach Creek, e per sbaglio li spezza; Edd sottolinea la difficoltà con cui Jonnino, a causa del suo carattere strambo, affronta la cosa: "Che succederà a Jonnino quando lo scoprirà? Già i suoi legami con la realtà sono molto labili!". Nell'episodio Fuori il vecchio, dentro Ed viene sottinteso che sia vegetariano, dato che chiede ad Eddy se può offrirgli un hamburger di tale genere.
Apparentemente Jonnino è l'unico, anche dopo il film che funge da finale della serie, a non essersi riappacificato con gli Ed, poiché non avendo assistito a quanto successo col fratello di Eddy e di come gli Ed si siano pentiti per quello che hanno combinato all'inizio, comincia a pestare quest'ultimi una volta arrivato sulla scena nelle vesti di un suo alter ego da supereroe di nome Capitan Testa-di-Cocomero, venendo così a sua volta malmenato dagli altri ragazzi del quartiere per essersela presa con i loro "amici"; a causa di questo episodio traumatico, dopo i titoli di coda, comincia a perdere la ragione e decide quindi di cambiare alter ego diventando stavolta un supercattivo, ovvero La Zucca, per poi tramare vendetta sui ragazzi del quartiere per l'affronto subito, ma senza ottenere alcun risultato in quanto viene informato da Tavoletta che "non è rimasto più tempo" visto che il film (che è l'ultimo stesso episodio della stessa serie) è oramai finito, ritrovandosi così con un pugno di mosche. Nonostante il finale della serie, Jonnino non sembra disprezzare gli Ed nella maggior parte delle occasioni, e anzi pare essere loro amico, mostrandosi infatti il ragazzo di quartiere più aperto nei loro confronti.
Come già citato sopra, Jonnino durante la serie rivela due suoi alter ego: 
- Capitan Testa-di-Cocomero (Captain Melonhead) - Un supereroe che talvolta protegge i ragazzi del cul-de-sac dagli schemi di Eddy. Il suo aspetto è semplicemente quello di Jonnino con indosso dei pantaloni bianchi, una stravagante maglia verdolina con dei laccetti bianchi sulle braccia ed in testa indossa la metà di un cocomero con due buchi incavati per gli occhi. Capitan Testa-di-Cocomero possiede diversi superpoteri quali: super velocità, super agilità, super forza, in particolar modo nella testa, e nel film possiede anche la super vista da cocomero, una vista più sviluppata del normale.

- La Zucca (The Gourd) - Un supercattivo nato in seguito al disguido nel finale del film. Molto probabilmente anche La Zucca ha gli stessi poteri della sua controparte buona. Il suo costume ricorda molto quello di Capitan Testa-di-Cocomero: infatti Jonnino porta indosso gli stracci logori che furono il costume di Testa-di-Cocomero con in aggiunta un mantello stracciato color azzurro e alle mani due guanti diversi, nella destra un guanto da cucina rosa e nella sinistra un guanto bianco con le dita strappate. Come maschera stavolta non usa più un mezzo cocomero, ma una grossa zucca arancione.

Doppiato da:  David Paul Groove;  Tatiana Dessi

### Tavoletta
Tavoletta (Plank) è il compagno di Jonnino. È una semplice tavola di legno su cui sono disegnati due occhi e una bocca molto stilizzati. Sembrerebbe essere una parodia di Wilson. Nonostante non sia un vero e proprio personaggio, Jonnino non se ne separa mai, parlando spesso sotto presunto consiglio di Tavoletta, e sembra essere paradossalmente tenuto in grande considerazione dai ragazzi, che arrivano anche ad eleggerlo come re del quartiere in un'elezione contro Eddy. A causa di una scommessa fatta tra gli Ed, Jonnino, Kevin e Ralf nella quale bisognava allontanarsi dai propri vizi per un giorno intero, Jonnino fu separato da Tavoletta e appariva visibilmente spaesato, incapace persino di scegliere cosa mangiare per pranzo.
Jonnino sembra non essere consapevole del fatto che Tavoletta sia solo un amico immaginario: infatti in una puntata in cui gli viene chiesto da Eddy un consiglio da un "esperto di amici immaginari", il ragazzo risponde: «Non so di cosa stiate parlando», e quando qualcuno gli chiede una cosa a volte risponde cominciando la frase con «Tavoletta dice che...» come se questi parlasse veramente. Tavoletta sembra essere la mente di Jonnino, o almeno una parte, e spesso ha comportamenti umani, certe volte infatti riesce a muoversi, interagire con l'ambiente circostante e perfino ingannare gli Ed, ma non si sa se sia in realtà Jonnino a spostarlo.
Tavoletta possiede due "alter ego" nel corso della serie, che gli vengono affibbiati da Jonnino:
- Tavoletta Scheggia Meraviglia (Splinter the Wonderwood) - L'assistente di Capitan Testa-di-Cocomero, il nome e l'aspetto sono una palese parodia di Robin. Il suo aspetto è come quello di Tavoletta, solo che indossa una mascherina bianca sugli occhi ed è fissato ad all'estremità di un mocio, le cui setole spuntano dalla sua "testa" facendole sembrare un ciuffo di capelli.

- Trave il Lato Oscuro (Timber the Dark Shard) - La nemesi di Scheggia Meraviglia, con lo stesso identico costume, anche se Tavoletta non sembra molto convinto a ricoprire questo ruolo.

### Kevin
Kevin è un ragazzo vestito con un berretto rosso dal quale spunta un ciuffetto di capelli fulvi, pantaloncini neri e maglia verde. Di carattere solitamente crudele, superbo ed esibizionista, è un ragazzo serio e sicuro di sé, seppur arrogante e a volte addirittura cinico, oltre che il leader del gruppo dei ragazzi del quartiere. Trascorre le sue giornate girovagando per il circondario con la sua bicicletta, spesso cercando di attirare l'attenzione di Nazz, o più di rado con uno skateboard o uno snowboard. Si comporta a volte come un bullo e apostrofa spesso gli Ed con termini dispregiativi, tuttavia in molte occasioni è il trio degli Ed che gli provoca dei guai senza che questi avesse fatto niente di male. L'unica persona del quale sembra avere un certo rispetto è Ralf, che a modo suo considera un compare, ma non manca spesso di riconoscere le abilità intellettive di Edd, cui spesso si rivolge per copiare i compiti o avere consigli vari, e quelle nello sport di Ed. Teme più di tutti, ad eccezione del trio, le sorelle Panzer. In particolare prova una profonda antipatia, che viene ricambiata, per Eddy: la loro inimicizia dura dai primi episodi e i due non perdono occasione per umiliarsi a vicenda, venendo spesso alle mani. Nel film, dopo che Ed manda al tappeto il fratello di Eddy, la rivalità tra i due scompare. A Kevin piace Nazz e negli episodi generalmente sono sempre vicini, mentre lui cerca di abbordarla. 
Abile negli sport, forma con gli Ed, Ralf, Jonnino e Tavoletta la squadra di pallacanestro e football americano dei Peach Creek Cobblers. In un'occasione è stato picchiato da Ed e in un'altra addirittura da Jimmy. In tutta la serie ha realizzato tre truffe. In Questo non ferirà un Ed si scopre che è aicmofobico (ha la fobia degli aghi) e quindi va nel panico qualora debba fare una vaccinazione, ma grazie ai tormenti continui di Eddy la paura alla fine gli svanisce. Ha una zia che si chiama Kathey mentre sua madre si chiama Danielle; entrambe non fanno mai la loro apparizione. 
Doppiato da:  Kathleen Barr;  Francesco Pezzulli (stagioni 1-5x11), Gianluca Crisafi (stagione 5x12-6 e film)

### Jimmy
Jimmy è un ragazzino che indossa sempre una maglia celeste e dei pantaloni bianchi, ha i capelli biondi chiari che gli formano un ciuffo ricciuto sulla testa e porta un vistoso apparecchio ortodontico dopo che Eddy gli ha spaccato i denti con un birillo spacciato per un vero cannolo siciliano, come visto in In qualsiasi modo tranne Ed; tale apparecchio viene spesso utilizzato per creare vari tormentoni e gag intorno al personaggio. È un ragazzino eccessivamente sensibile, fragile e benvoluto con l'abitudine di parlare in modo molto plateale. Jimmy è perennemente in compagnia della sua migliore amica Sarah, che presumibilmente gli fa da tata, nonostante i due siano quasi coetanei. Forse proprio perché la sua maggiore compagnia è una ragazza, più volte Jimmy assume comportamenti effeminati: gioca con le bambole, spesso porta i bigodini e ama raccogliere fiori; nonostante questo in realtà si rivela essere più furbo del previsto in quanto in L'allievo di Eddy, Jimmy viene istruito come un pupillo da Eddy sull'economia e sugli imbrogli, diventando perfino più abile dello stesso Eddy grazie a delle ottime trovate e alla sua buona reputazione fra i ragazzi del quartiere. È talmente ingegnoso nell'escogitare piani fruttuosi che nell'episodio A corto di idee, quando Eddy ha un blocco mentale, si rivolge a lui per farsi consigliare. Fa parte assieme a Ralf, a Jonnino e a Tavoletta degli Urban Rangers.
È il personaggio più sfortunato della serie: quasi in ogni puntata si infortuna, magari a causa del suo essere molto maldestro, anche se a volte ingigantisce il dolore (perfino minimo) che un piccolo urto gli provoca, come visto in Manie di protagonismo. A causa dei suoi capelli viene chiamato da Kevin "Piumino" ("Fluffy", letteralmente "soffice"). Altre volte Eddy lo chiama "Ricciolino", sempre per i suoi capelli. In alcuni episodi viene affidato a Ed per conto di Sarah. Nonostante sia tipicamente molto insicuro, suscettibile e facile da spaventare (anche a causa della sua giovane età) Jimmy possiede un lato nascosto molto più subdolo e machiavellico che in rare occasioni prende il sopravvento (soprattutto nel caso in cui qualcuno gli faccia un torto), come ad esempio quando tende una trappola agli Ed portandoli dalle Panzer nell'episodio Tutta colpa degli Ed oppure quando in Per un pugno di Ed picchia violentemente Edd in preda ad un raptus. Il nome della zia di Jimmy è Trudy e viene nominata solo nella puntata Per un pugno di spiccioli. In certe occasioni sembra provare simpatia per Edd e ha circa dieci anni.
Doppiato da:  Keenan Christenson;  Roberto Certomà

### Sarah
Sarah è la sorella minore di Ed, sul quale esercita un pesante dominio. Sarah è una ragazzina dai lunghi capelli rossi, vestita sempre con una canottiera rosa ed un paio di jeans lunghi, ed è un tipo molto violento, irascibile, spesso opportunista e talvolta persino sadico e crudele, infatti molte delle volte in cui parla lo fa sbraitando. Sarah è sempre in compagnia di Jimmy, suo migliore amico e compagno di giochi, nei confronti del quale è iperprotettiva. Jimmy infatti è una delle poche persone verso cui Sarah si dimostra gentile ed affettuosa e rappresenta per lui un vero e proprio punto di riferimento nelle situazioni di crisi. 
Ha la passione per il disegno e la pittura, come dimostrato in qualche occasione. È solita picchiare, insultare e gridare contro suo fratello maggiore Ed, il quale non reagisce quasi mai poiché la teme molto, in particolare per le sue continue minacce di spifferare alla madre tutte le birbonate combinate da lui e dai suoi amici. Molte volte ha picchiato anche Edd, Eddy o Jonnino, più raramente Kevin o Ralf e una volta persino Nazz. Nonostante ciò è in realtà tutto sommato attenta alle reazioni del fratello maggiore il quale, in rari momenti di rabbia estrema, può risultare ben più pericoloso di lei, tant'è che in almeno un'occasione la ragazzina ha ben pensato di non rischiare e tenersi a debita distanza da lui. Verso la fine del film tuttavia, dopo il pentimento di Eddy per i suoi imbrogli e il perdono ricevuto insieme ai suoi amici da quasi tutti, lei stessa comincerà a trattare meglio il fratello. Ha dieci anni e mezzo e fa la quinta elementare.
Ha un debole, ben nascosto, per Edd, da quanto veniamo a sapere dal suo diario segreto, ma nonostante questo non lo risparmia quasi mai dalle sue ritorsioni contro Ed e Eddy. 
Doppiata da:  Janyse Jaud;  Perla Liberatori

### Ralf
Ralf (Rolf) è un ragazzo immigrato dalle origini indeterminate e proveniente da una nazione conosciuta solo come "Il vecchio paese". Ha dei vistosi capelli blu ed una sorta di monociglio, è vestito sempre con una t-shirt gialla avente una striscia orizzontale rossa, jeans lunghi e delle enormi scarpe sportive. Ralf è il classico ragazzo di campagna un po' ignorante, dalla grande prestazione fisica e molto orgoglioso delle sue origini montane: infatti non perde occasione per cercare di coinvolgere gli altri ragazzi del quartiere nelle sue tradizioni folkloristiche (che molte volte possono risultare davvero bizzarre), riuscendo solo ad annoiarli o addirittura ad inquietarli, come visto nello speciale Arrivano gli Ed, Arrivano gli Ed!. È spesso il più maturo dei ragazzi del quartiere (in fondo è quello più grande d'età) e in generale è un ragazzo altruista, comprensivo e diretto sebbene talvolta può risultare prepotente e impetuoso nei suoi modi di fare. Parla di sé in terza persona e trascorre le giornate badando alla piccola fattoria cittadina della sua famiglia, senza mai separarsi dalla sua capra Victor, dalla sua gallina Gertrude e dal suo maiale Wilfred. Nonostante sia molto affezionato ai suoi animali da fattoria è comunque un gran patito della carne, come viene appunto dimostrato nell'episodio Gli Ed sono finiti. Sembra inoltre essere il migliore amico di Kevin, probabilmente perché è il ragazzo più grande del vicinato; formando un duo con Kevin, si arrabbia molto con gli Ed quando cade vittima delle loro truffe, ma per il resto non disdegna la loro presenza e per via del suo carattere bonario li tratta al pari degli altri ragazzi del quartiere.
Nana, sua nonna, è un personaggio che viene spesso nominato da Ralf e descritta come simile ad un gorilla. Nano invece pare che sia il nonno di Ralf, anche se come ogni adulto non si vede mai; in una puntata Ralf continuava a chiamarlo e probabilmente è il marito di Nana. Ciò lo si evince in L'albero dei soldi, quando Ralf chiede a Eddy di fare silenzio perché Nana e Nano erano anziani e avevano bisogno di riposare. Nano inoltre sembra essere defunto ad un certo punto nel corso degli eventi, come viene detto nella puntata Maratona di Ciclopi. Come visto in Ed non parla, Ralf ha un'amica d'infanzia: Gerta "la Mungicapre", una pastorella norvegese nota per i suoi scherzi che nel medesimo episodio si finge amica di penna di Edd e Ed per far rivivere a Ralf le sue paure d'infanzia.
Ralf è anche il leader degli Urban Rangers, che forma assieme a Jonnino, Tavoletta e Jimmy. Essi sono i "giustizieri" che provvedono ad alleggerire il peso dei lavori quotidiani dei ragazzi del vicinato, infatti l'obiettivo degli Urban Rengers è aiutare i ragazzi a rilassarsi e lasciare che il lavoro lo facciano loro, ma vogliono anche occasionalmente reclutare nuovi membri. Gli Ed hanno cercato di farne parte, fallendo miseramente, come visto in Piccoli ranger.
Nello speciale di San Valentino viene mostrato il suo disprezzo verso il sentimento dell'amore, tanto da spremersi due limoni negli occhi ogni volta che vede delle smancerie o roba simile. Infatti, in tale occasione, sarà proprio lui a scacciare i cupidi Sarah e Jimmy e a "risvegliare" tutti gli altri che sono rimasti vittime degli effetti delle loro frecce dell'amore (essendo appunto l'unico a non essere stato colpito da nessuna di esse).
Il personaggio, come affermato dallo stesso creatore della serie Danny Antonucci, rappresenta lui e tutti i suoi familiari che, come Ralf, hanno dovuto affacciarsi e confrontarsi con una nuova realtà una volta immigrati (infatti i suoi genitori sono italiani e Antonucci si è trasferito con loro in Canada ancora bambino). Pertanto, in un'intervista, Antonucci ha dichiarato che Ralf è il suo personaggio preferito.
Doppiata da:  Peter Kelamis;  Maurizio Fiorentini

### Nazz
Nazz è una ragazza dai capelli biondi a caschetto e veste sempre con una canotta bianca sopra una maglietta nera, e pantaloni viola lunghi. Possiede un carattere socievole, dolce, spensierato, gentile e disponibile. Trascorre buona parte del suo tempo in compagnia di Kevin ma la si vede spesso anche in compagnia di Sarah, con la quale ha buoni rapporti. 
Nazz è la classica bella ragazza del gruppo, riscontrando molto successo tra i ragazzi del quartiere, tuttavia avendo una personalità molto genuina non ne approfitta mai in maniera diretta e non si dimostra in nessuna occasione particolarmente egocentrica o piena di sé. Come Ralf e Jonnino non sembra disprezzare in maniera particolare la presenza degli Ed e apprezza il lato gentile di Eddy. È totalmente negata sia nel canto che nella musica, le sue due passioni, ma i ragazzi non mancano mai di applaudirla a causa del suo carisma. Come visto in Una sera con Ed e come da lei citato alcune volte, Nazz accetta lavoretti da babysitter e come conseguenza ha studiato, ottenendo molte conoscenze in diritto. Il nome di sua zia è Marion.
Alla fine del film, Nazz bacia Eddy dopo che quest'ultimo ha confessato la sua vera natura e la verità sul suo odiato fratello.
Doppiata da:  Tabitha St. Germain (stagione 1), Erin Fitzgerald (stagioni 2, 4-6 e film), Jenn Forgie (stagione 3);  Valentina Tomada

## Personaggi ricorrenti

### Le sorelle Panzer
Le sorelle Panzer (The Kanker Sisters), sono tre sorelle (più precisamente sorellastre) provenienti da un parcheggio di caravan situato ai margini di Peach Creek e si sono trasferite da poco in città. Le ragazze ricalcano completamente il classico stereotipo del redneck statunitense e dell'abitante del sud degli Stati Uniti in generale: famiglia numerosa, i loro rispettivi padri si chiamano Butch, Rod e Bubba, nomi tipici del sud degli Stati Uniti, hanno un caravan come abitazione e sono caratterizzate da abitudini e comportamenti rozzi nonché folli. Il trio è innamorato rispettivamente di ogni membro degli Ed e non perdono occasione per cercare di accaparrarsi i loro "fidanzati", che non ne vogliono sapere niente di loro, spesso ricorrendo a metodi violenti. Tuttavia nel film, una volta che verranno a conoscenza del fatto che i ragazzi del quartiere ce l'avevano con gli Ed e li volevano picchiare, loro stesse si metteranno in gioco per aiutare i protagonisti. Come per gli Ed, ognuna di loro ha una personalità ben definita:
- Lee: è la più grande del trio, nonché la leader. È la più prepotente, seria, violenta, rozza, folle e meschina delle tre ed è innamoratissima di Eddy. I suoi atteggiamenti scontrosi creano sempre conflitti con le sue sorelle, specialmente con Marie. Ha i capelli rossi piuttosto arricciati che le coprono totalmente gli occhi e solo in rarissime occasioni si sposta il ciuffo per esporli. Per qualche motivo ha un dente di colore diverso dagli altri, probabilmente un'otturazione. Indossa una canottiera bianca a pallini rossi ed un paio di jeans, e come le sue sorelle ha le lentiggini, le unghie smaltate di rosso e porta una cintura rosa.
- Marie: è la più subdola ed astuta delle tre ed è follemente innamorata di Edd. Rispetto a sua sorella Lee pensa sempre prima di agire, anche se di solito si rivela la più arrogante, impetuosa ed infame del trio. Ha i capelli blu corti, con una frangia che le copre costantemente l'occhio sinistro. Indossa una canottiera nera su dei pantaloni verde militare, e come le sue sorelle ha le lentiggini, le unghie smaltate di rosso e porta una cintura rosa.
- May: è la più stupida del gruppo ed è perdutamente innamorata di Ed. È sgraziata, pigra, ottusa e ingenua e a causa di ciò, unito all'essere la più giovane delle tre, viene spesso presa in giro dalle sue sorelle, ma è anche molto meno aggressiva di loro, solitamente evitando di danneggiare qualcuno a meno che non sia coinvolta in un'azione con le sorelle maggiori. Nonostante la sua dabbedagine ha comunque dimostrato nello speciale di San Valentino di essere molto portata in chimica. Il suo tratto distintivo sono gli incisivi grossi e sporgenti, ha lunghi capelli biondi, indossa una maglietta bianca ed un paio di pantaloncini rossi, e come le sue sorelle ha le lentiggini, le unghie smaltate di rosso e porta una cintura rosa.

Lee - Doppiata da:  Janyse Jaud;  Cinzia Villari (stagioni 1-4 e speciale di Natale), Ilaria Giorgino (stagioni 5-6 e film)
Marie - Doppiata da:  Kathleen Barr;  Greta Bonetti (stagioni 1-4 e speciale di Natale), Deborah Ciccorelli (stagioni 5-6 e film)

May - Doppiata da:  Erin Fitzgerald (stagioni 1-2, 4-6 e film), Jenn Forgie (stagione 3);  Milvia Bonacini (stagioni 1-4 e speciale di Natale), Rachele Paolelli (stagioni 5-6 e film)

### Il fratello di Eddy
All'inizio esclusivamente nominato in varie occasioni nella serie, compare in carne ed ossa solo nel film come antagonista principale. La sua "leggenda" è rimasta comunque famigeratamente viva nel cul-de-sac, tant'è che nell'episodio Questione di rispetto è bastato nominarlo per spaventare persino un coraggioso come Kevin. Di aspetto ricorda moltissimo Eddy, sembrando appunto una sua versione adulta. Indossa un berretto marrone sporco, una giacca rossa a righe sopra una maglietta arancione e dei pantaloni grigi, sui quali è agganciata la caratteristica catenella che porta anche Eddy. Ha un vistoso pizzetto, un dente d'oro e porta sempre degli occhiali da sole verdi. Come più volte ripetuto nella serie, è lui ad aver insegnato ad Eddy la "filosofia del guadagno" e tanti dei metodi loschi che applica per spillare soldi ai suoi amici e conoscenti.
Durante la serie Eddy racconta a tutti che è un mito perché era considerato un ragazzo popolare, divertente e simpatico, ma nel film si scoprirà che in realtà le cose non stanno così: infatti, il fratello si rivelerà un individuo crudele, subdolo, violento, sadico ed opportunista. Eddy subisce la sua presenza e tenta in tutti i modi di dimostrargli di essere ormai un uomo e non più un bambino, anche se viene da lui sempre maltrattato e preso malamente in giro proprio perché lo considera ancora un bamboccio. Si rivolge ad Eddy chiamandolo "Mollusco" ("Pipsqueak", letteralmente "piccoletto", "poppante") ed è solito giocargli scherzi di cattivo gusto. Nel finale del film, dopo esser stato sconfitto, viene punito dalle Panzer per ciò che ha fatto a Eddy. Vive in una roulotte nel luna park costiero Mondo A Go-Go.
Doppiato da:  Terry Klassen;  Pasquale Anselmo